# Poplar Hill (mansión)
Poplar Hill es una mansión histórica en la ciudad de Glen Cove, en el estado de Nueva York (Estados Unidos). Construido para Frederic B. Pratt en 1925, el edificio se ha utilizado como centro de atención médica desde 1947 y actualmente se conoce como Glengariff Healthcare Center.

## Historia

### Construcción
Fue construido en 1925 como hogar de Frederic B. Pratt . La casa fue diseñada por Charles A. Platt en estilo neorrenacentista francés. Tenía 21 habitaciones y estaba en una finca de 35 acres (14,2 ha). Pratt tenía el interior diseñado pensando en su propia comodidad en lugar de para impresionar a los visitantes, porque deseaba evitar la atención del público. La mansión actual reemplazó a una mansión anterior diseñada alrededor de 1898. Martha Brookes Brown Hutcheson fue la arquitecta paisajista de la finca original, cuya vegetación se conservó cuando se reemplazó el edificio.
Poplar Hill es una de las cinco mansiones existentes en Glen Cove, construida para los hijos del magnate petrolero Charles Pratt. Las otras son The Braes, ahora el Instituto Webb de Arquitectura Naval; Welwyn, ahora el Centro de Tolerancia y Conmemoración del Holocausto del condado de Nassau en los terrenos de la Reserva Welwyn; Killenworth, ahora finca de descanso de la delegación rusa ante las Naciones Unidas; y The Manor, ahora el Glen Cove Mansion Hotel and Conference Center.

### Centro de salud
Frederic Pratt murió en 1945. En 1947, la finca fue comprada por la Fundación Sister Kenny para su uso como hospital para casos de poliomielitis no infecciosa. Más tarde se convirtió en el Glengariff Healthcare Center. La instalación cambió de propietario en 1971 y se construyó un nuevo asilo de ancianos, y la mansión fue abandonada.
El edificio fue renovado como parte de un evento de Exhibición de Diseñadores en 1974, después de lo que volvió a usarse como una instalación para pacientes ambulatorios. Durante la exhibición de 1974, el propietario pidió a los organizadores que no usaran el tercer piso, pero al entrar de todos modos encontraron equipos de vigilancia apuntando hacia la vecina finca Killenworth, que era el retiro campestre de la delegación soviética ante las Naciones Unidas. En 2000, Glengariff era un centro de cuidados subagudos de 262 camas. La mansión fue renovada para convertirla en un centro de rehabilitación en 2011.

## Galería

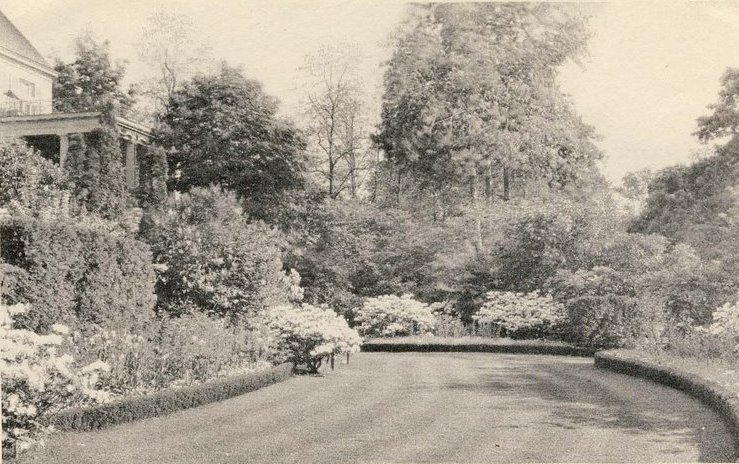
Jardines
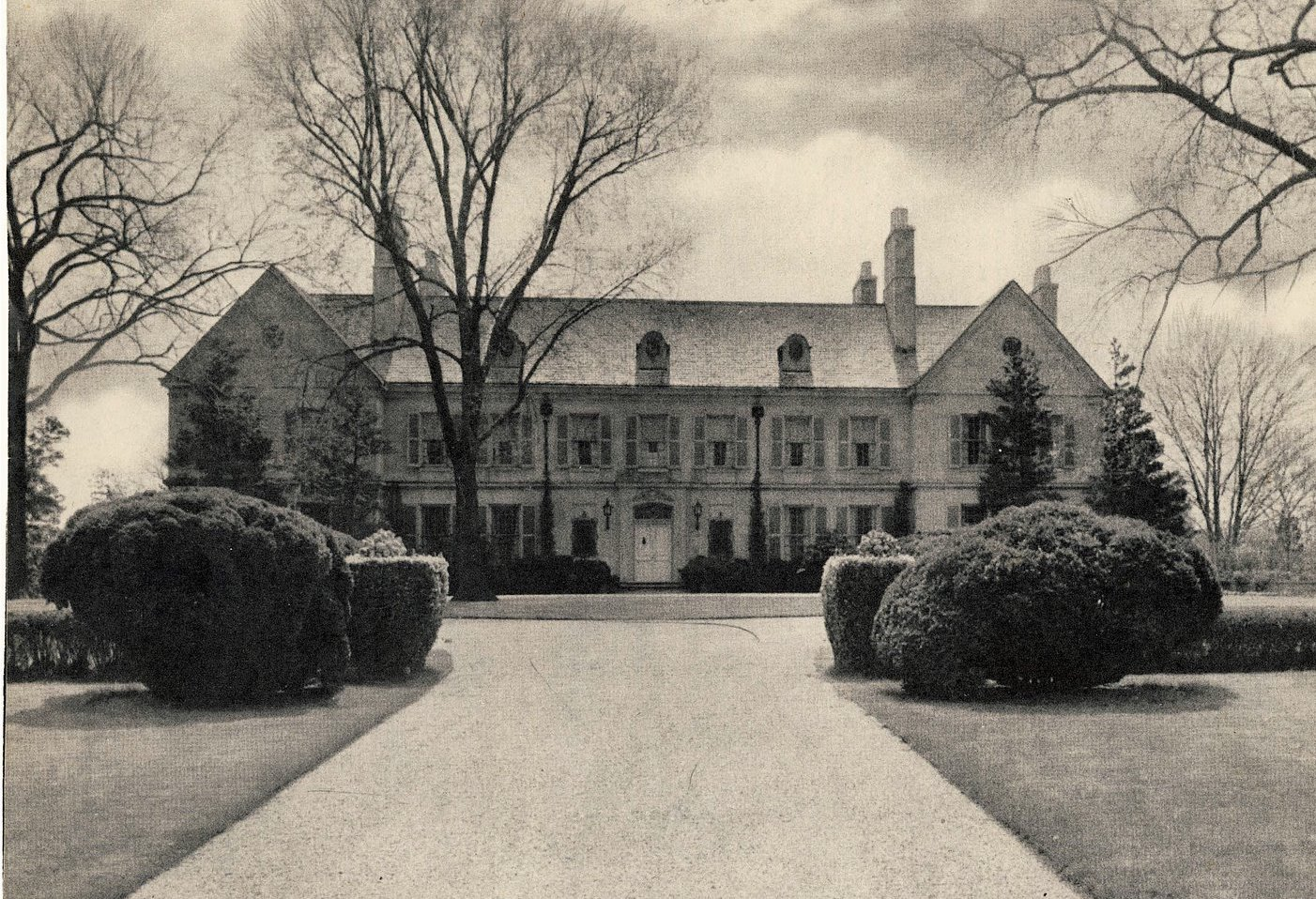
Exterior
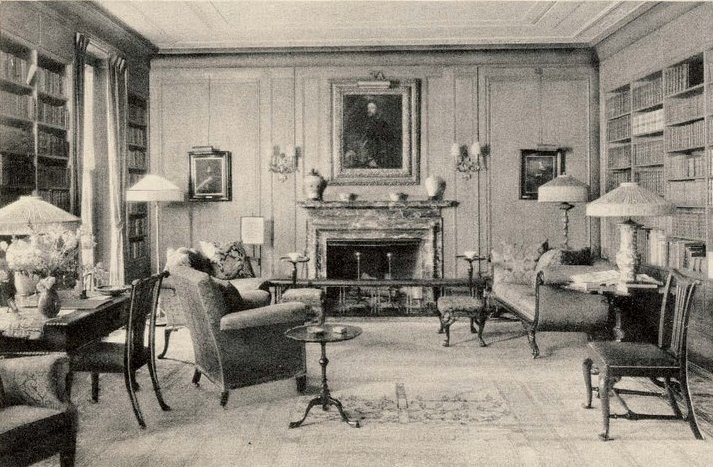
Biblioteca